# Фудбалска репрезентација Летоније
Фудбалска репрезентација Летоније је фудбалски тим који представља Летонију на међународним такмичењима и под контролом је Фудбалског савеза Летоније.

## Историја
Прву утакмицу Летонија је одиграла 1922. године против Естоније, а резултат је био 1-1. Летонија је једини Балтички тим који се квалификовао на Европско првенство и има 10 освојених титула Балтичког купа. Летонија је у предратном периоду од 1922. до 1940. одиграла 99 званичних утакмица. 1937. године Летонија је учествовала у првом квалификационом турниру за Светско првенство 1938. Летонија је била смештена у групу 8 са Аустријом и Литванијом. Летонија је добила Литванију 4-2 у Риги и касније 5-1 у Каунасу, али је изгубила у одлучујућем мечу против Аустрије 1-2. У априлу 1938. Аустријски Аншлус је повукао аустријски тим, али Летонија није позвана да учествује на Светском првенству од ФИФА као другопласирана екипа у групи.
1940-те Летонија је припојена Совјетском Савезу; Држава је повратила независност 1991. и одиграла своју прву утакмицу као нова нација 16. новембра исте године против Естоније у Балтичком купу, и прву званичну утакмицу признату од стране ФИФА против Румуније 8. априла 1992, где је поражена са 0-2.
У квалификацијама за Европско првенство 2004. Летонија је направила велико изненађење и пласирала се на завршни турнир. Након завршетка квалификација на другом месту у својој групи (са три бода више од Пољске која се налазила на 3. месту) победила је полуфиналисту Светског првенства 2002. Турску у плеј-офу и тако се пласирала на завршни турнир. На Европском првенству жребом су додељени у групу Д заједно са Немачком, Чешком и Холандијом. 15. јуна 2004 Летонија је играла против Чешке где је поражена са 1-2 (иако је на полувремену водила 1-0 голом Мариса Верпаковскиса). Четири дана касније Летонија је освојила своје прве бодове одигравши нерешено 0-0 са Немачком. Касније је изгубила и од Холандије 0-3 и тиме завршила своје прво учешће на Европском првенству са једним освојеним бодом из једног ремија и са два пораза.

## Успеси

### Светска првенства
| Година       | Коло                  |
| ------------ | --------------------- |
| 1930         | Није учествовала      |
| 1934         | Није учествовала      |
| 1938         | Није се квалификовала |
| 1950 до 1990 | Није учествовала      |
| 1994 до 2022 | Није се квалификовала |
| Укупно       | 0/22                  |

Летонија није учествовала у кв. за Светско првенство од 1950 до 1990. јер је у том периоду била у саставу Совјетског Савеза

### Европска првенства
| Година       | Коло                  |
| ------------ | --------------------- |
| 1960 до 1992 | Није учествовала      |
| 1996         | Није се квалификовала |
| 2000         | Није се квалификовала |
| 2004         | Групна фаза           |
| 2008 до 2024 | Није се квалификовала |
| Укупно       | 1/17                  |

Летонија није учествовала у кв. за Европско првенство од 1960 до 1992. јер је у том периоду била у саставу Совјетског Савеза

### Лига нација
| Рекорди у УЕФА Лиги нација | Рекорди у УЕФА Лиги нација | Рекорди у УЕФА Лиги нација | Рекорди у УЕФА Лиги нација | Рекорди у УЕФА Лиги нација | Рекорди у УЕФА Лиги нација | Рекорди у УЕФА Лиги нација | Рекорди у УЕФА Лиги нација | Рекорди у УЕФА Лиги нација | Рекорди у УЕФА Лиги нација | Рекорди у УЕФА Лиги нација |
| Сезона                     | Лига                       | Група                      | ИГ                         | П                          | Н                          | И                          | ГД                         | ГП                         | П/И                        | Поз.                       |
| -------------------------- | -------------------------- | -------------------------- | -------------------------- | -------------------------- | -------------------------- | -------------------------- | -------------------------- | -------------------------- | -------------------------- | -------------------------- |
| 2018/19.                   | Д                          | 1                          | 6                          | 0                          | 4                          | 2                          | 2                          | 6                          | Same position              | 51.                        |
| 2020/21.                   | Д                          | 1                          | 6                          | 1                          | 4                          | 1                          | 8                          | 4                          | Same position              | 53.                        |
| 2022/23.                   | Д                          | 1                          | 6                          | 4                          | 1                          | 1                          | 12                         | 5                          | Раст                       | 50.                        |
| Укупно                     | Укупно                     | Укупно                     | 18                         | 5                          | 9                          | 4                          | 22                         | 15                         |                            |                            |

## Статистика
Ажурирано 9. новембра 2021.

### Најбољи стрелци
| #  | Име                | Голови | Наступи | Каријера  |
| -- | ------------------ | ------ | ------- | --------- |
| 1. | Марис Верпаковскис | 29     | 104     | 1999—2014 |
| 2. | Ерикс Петерсонс    | 24     | 63      | 1929—1939 |
| 3. | Виталијс Астафјевс | 16     | 167     | 1992—2010 |
| 4. | Маријанс Пахарс    | 15     | 75      | 1996—2007 |
| 4. | Јурис Лаизанс      | 15     | 113     | 1998—2013 |

## Селектори
| Тренер             | Каријера   |
| ------------------ | ---------- |
| Јанис Гилис        | 1992—1997  |
| Реваз Џоџуашвили   | 1998—1999  |
| Гари Џонсон        | 1999—2001  |
| Александр Старковс | 2001—2004  |
| Јуријс Андрејевс   | 2004—2007  |
| Александр Старковс | 2007—2013  |
| Маријанс Пахарс    | 2013—2017  |
| Александр Старковс | 2017—2018  |
| Миксу Пателаинен   | 2018       |
| Славиша Стојановић | 2019—2020  |
| Даинис Казакевичс  | 2020—2023  |
| Паоло Николато     | 2024—данас |